# Bernard Revel (journaliste)
 (mai 2025).
Motif : Où sont les sources secondaires, centrées et indépendantes qui montrent que les critères d'admissibilité sont atteints ?
- Archive Wikiwix
- Bing
- Cairn
- DuckDuckGo
- E. Universalis
- Gallica
- Google
- G. Books
- G. News
- G. Scholar
- Persée
- Qwant
- (zh) Baidu
- (ru) Yandex
- (wd) trouver des œuvres sur Wikidata

| 1. | Préciser le motif de la pose du bandeau. | Précisez le motif de la pose du bandeau en utilisant la syntaxe suivante : {{admissibilité à vérifier\|date=juin 2025\|motif=remplacez ce texte par le motif}}                                   |
| 2. | Informer les utilisateurs concernés.     | Pensez à avertir le créateur de l'article, par exemple, en insérant le code ci-dessous sur sa page de discussion : {{subst:avertissement admissibilité à vérifier\|Bernard Revel (journaliste)}} |

Ne doit pas être confondu avec Bernard Revel (rabbin).
Pour les articles homonymes, voir Bernard Revel.
Bernard Revel, né le 26 mars 1948 à Carcassonne (Aude) est un journaliste, chroniqueur et écrivain français.

## Biographie
Bernard Revel passe ses études secondaires au lycée Joseph Anglade de Lézignan-Corbières. Il obtiendra un bac philo en 1966. Étudiant en Lettres modernes à l’université de Toulouse, il abandonne les études après Mai 68 pour écrire et voyager.
Très marqué par la mort de sa petite sœur âgée de 17 mois, victime d’un chauffard qui a percuté la voiture de ses parents le 12 octobre 1969. Ce drame lui inspire un roman qu’il écrit pendant son service militaire et sera publié sous le titre « Le Clou » en 1971.
Après avoir été quelque temps instituteur remplaçant dans l’Aude, il est embauché en 1972 comme rédacteur à l’agence locale du journal L’Indépendant à Castelnaudary.
En 1974, il intègre la rédaction carcassonnaise de L'Indépendant). Il couvre les manifestations viticoles qui prennent de plus en plus d’ampleur jusqu’à la fusillade de Montredon-des-Corbières le 4 mars 1976, qui fit deux morts (le viticulteur Emile Pouytès et le commandant de CRS Joël Le Goff).
Il signe aussi de nombreux articles sur le Festival de la Cité, le mouvement occitan et crée, avec les éditeurs Daniel et Martine Delort de l’Atelier du gué la collection Terre d’Aude qui publie, de 1978 à 1983, une quinzaine de petits livres « pour dire ici l’Aude d’aujourd’hui ».
Correspondant du journal Le Monde à partir de septembre 1975, il publie des articles sur les événements viticoles, le Festival de Carcassonne et divers reportages de société .
En 1980, il intègre le service des informations générales de L’Indépendant à Perpignan et couvre des événements nationaux (procès du quintuple assassin Tommy Recco, procès de Klaus Barbie) et internationaux (reportages en Chine, au Canada, en Espagne, au Sahel, en Allemagne, en Europe de l’Est après la chute du mur de Berlin, à Sarajevo assiégée en 1990).
A l’occasion de la visite du président Mitterrand en Languedoc-Roussillon, il écrit un long article qui parait dans Le Monde des 23-24 juin 1985 sous le titre « Comment être catalan ? ». Amorcé à la une[réf. nécessaire] du journal, l’article se poursuit en page 14. A la manière de Montesquieu dans les Lettres persanes, il décrit les Catalans tels qu’on peut les voir de façon caricaturale quand on les découvre. L’article, lu au premier degré, provoque de vives réactions dans le département des Pyrénées-Orientales mais aussi en Catalogne et dans la région de Valence. La presse espagnole s’en mêle. De nombreuses lettres parviennent au Monde, les unes, émanant de Catalans dénonçant l’article, les autres, venues de Valencia, l’encensant. Le calme reviendra après la parution dans le journal Avui d’une tribune de l’écrivain et chroniqueur catalan Josep Maria Espinàs, intitulée : «Ho hem sabut llegir ? » (trad : « Avons-nous su le lire ? »)
En janvier 1993, Bernard Revel est nommé chef du service des informations générales de L’Indépendant. Il publie à partir de 1997 une chronique hebdomadaire qui rencontre beaucoup d’écho. En janvier 2001, il devient l’éditorialiste du journal et est régulièrement cité dans le Revue de presse de France Inter,,, ainsi que dans celle du Nouvel Obs,,,.
Il publie aussi dans L’Indépendant de nombreuses critiques de livres et plusieurs essais sur des écrivains . Il est également l’auteur de tous les textes du supplément de 12 pages réalisé à l’occasion du décès du chanteur Charles Trenet.
Il assure, depuis 2008, la présidence du jury des Vendanges littéraires de Rivesaltes  dont il anime le blog.
Il quitte L’Indépendant fin 2008 et ses chroniques paraissent depuis dans La Semaine du Roussillon.
Il participe en 2025 au reportage « Les raisins du désespoir » diffusé sur France 3 le 3 avril 2025 ,.

## Œuvres
- Le Clou, La Pensée universelle, 1971[17].

- Montredon, les Vendanges du désespoir[18], Éditions Loubatières Réédition prévue en 2026 à l’occasion des 50 ans de la fusillade, 1996  (ISBN 2-8626-6236-4)Le chanteur occitan Claude Marti écrit à propos de ce livre : « Bernard Revel c’est Rouletabille. Journaliste journalant d’abord, puis se colorant par immersion dans le grand chaudron des espoirs et désespoirs de la viticulture méridionale des années 70, jusqu’à en devenir lui-même vigneron d’honneur, souche-mémoire de tous ces temps de marginalité combattante. »[19]

- La folle jeunesse de Charles Trenet, Mare Nostrum, 2002  (ISBN 2-9084-7630-4)[20] ; rééd. Balzac Éditeur, 2021  (ISBN 978-2-3732-0070-6)[21].

- Figueres enterre les années Dali, Mare Nostrum, 2003Article publié dans Dali, Voyage au centre du monde (ISBN 978-2-9084-7633-0)[22], ouvrage collectif trilingue (français, catalan, espagnol).

- Journal de la pluie et du beau temps[23], Trabucaire, 2005  (ISBN 978-2-8497-4028-6)Recueil de chroniques.

- Crime presque parfait à L’Indépendant[24], Mare Nostrum, 2007  (ISBN 978-2-9084-7651-4)Nouvelle policière publiée dans le recueil Noir Roussillon.

- Sur quoi on ouvre chef ?[25], 2010, pièce de théâtre satirique qui décrit la journée du service des informations générales d’un quotidien régional[26].

- Entretien avec Christian Bobin[27]Entretien réalisé avec Didier Pobel le 20 juin 2014 au domicile de l’écrivain. Publié dans la revue Esprit puis, dans sa version intégrale, dans le blog des Vendangeurs littéraires.

- L'Enfant de la Matrie, La genèse[28], Balzac Éditeur, 2024  (ISBN 978-2-3732-0097-3)Premier volume d’une autobiographie romancée. Ce livre raconte la fabrique d’un petit Français à partir d’ingrédients étrangers (italiens côté paternel, espagnols côté maternel).
Le deuxième volume, L’Enfant de la Matrie, L’âge ingrat, paraitra à l’automne 2025.